# Johana z Pernštejna
Johana (též Jana či Juana) z Pernštejna (německy Johanna Freiin von Pernstein, 17. června 1556, Praha – 3. ledna 1631, Madrid) byla česká šlechtična po otci z rodu Pernštejnů a matkou španělského původu, provdaná vévodkyně z Villahermosy, dvorní dáma císařovny Marie Španělské.

## Život
Narodila se v Praze jako dcera nejvyšší kancléř Českého království Vratislava II. z Pernštejna (1530–1582) a jeho španělské manželky Marie z rodu Manrique de Lara y Mendoza (1538–1608). Měla několik sourozenců: slavnou Polyxenu provdanou z Lobkovic, Jana V., Bibianu Markétu, Maxmiliána a Alžbětu Isabelu.
V mládí sloužila císařovně Marii, sestře španělského krále Filipa II., ve Vídni jako dvorní dáma a překladatelka. V roce 1582 odjela s císařovnou ke španělskému dvoru do Madridu, kde královna se svou dcerou princeznou Markétou pobývala v klášteře Descalzas Reales.
Johana z Pernštejna zemřela 3. ledna 1631 v Madridu.

### Manželství a potomstvo
Dne 1. května 1585 se osmadvacetiletá Johana v Zaragoze provdala za o deset let staršího vévodu z Villahermosy, Ferdinanda de Gurrea y Aragon (1546–1592). Z jejich manželství se narodily tři dcery, včetně Marie Luisy († 1663), kterou její bezdětný strýc Francisco de Aragón y Borja určil jako univerzální dědičku, načež byla později jmenována 7. vévodkyní z Villahermosy.
Johanin manžel, Ferdinand byl obviněn z povstání v Aragonii a zemřel ve vězení v roce 1592. S podporou císařovny se Johaně podařilo získala v soudním sporu zpět zabavený rodinný majetek. 